# Rosemary Murray
Pour les articles homonymes, voir Murray.
Alice Rosemary Murray (28 juillet 1913 – 7 octobre 2004), est une chimiste et une universitaire britannique. Elle est active dans la fondation du collège New Hall dont elle est la première principale, et est la première femme vice-chancelière de l'université de Cambridge (1975-1977).

## Biographie
Rosemary Murray est née à Havant, Hampshire, aînée des six enfants de l'amiral Arthur John Layard Murray et d'Ellen Maxwell Spooner. Elle fait ses études secondaires à Downe House School, près de Newbury, puis elle fait des études de chimie à Lady Margaret Hall. Elle obtient un diplôme de sciences en 1936, et prépare son doctorat, avec des recherches sur les divers aspects de l'isomérie, qu'elle achève en 1938. Elle est aussitôt nommée maître de conférences en chimie, au Royal Holloway College à Londres (1936-1941) puis à l'université de Sheffield. Elle travaille plusieurs années au Women's Royal Naval Service, puis est nommée maître de conférences et fellow à Girton College,.
Rosemary Murray est la première femme nommée vice-chancelière de l'université de Cambridge, et la seule femme à ce poste, jusqu'à la nomination d'Alison Richard (en) en 2002,. Elle est élue pour un mandat de deux ans (1975-1977) et est honorée du titre de Dame commandeur de l'ordre de l'Empire britannique, à l'issue de son mandat, en 1977.
Elle est membre du conseil du Girls' Public Day School Trust (1969-1993) et présidente de la National Association of Adult Education (1977-1980). Rosemary Murray sert comme magistrate à Cambridge pendant trente ans, de 1953 à 1983, et devient Deputy Lieutenant du Cambridgeshire en 1982. Elle est membre du comité pour l'enseignement supérieur en Irlande du Nord (1963-1965) et elle reçoit un doctorat honoris causa de l'université d'Ulster (1972). Elle est administratrice indépendante de l'Observer (1981-93).
Elle prend sa retraite à Marston village, près d'Oxford et meurt à l'hôpital d'Oxford, le 7 octobre 2004, des suites d'un accident vasculaire cérébral.

## Fondation de New Hall

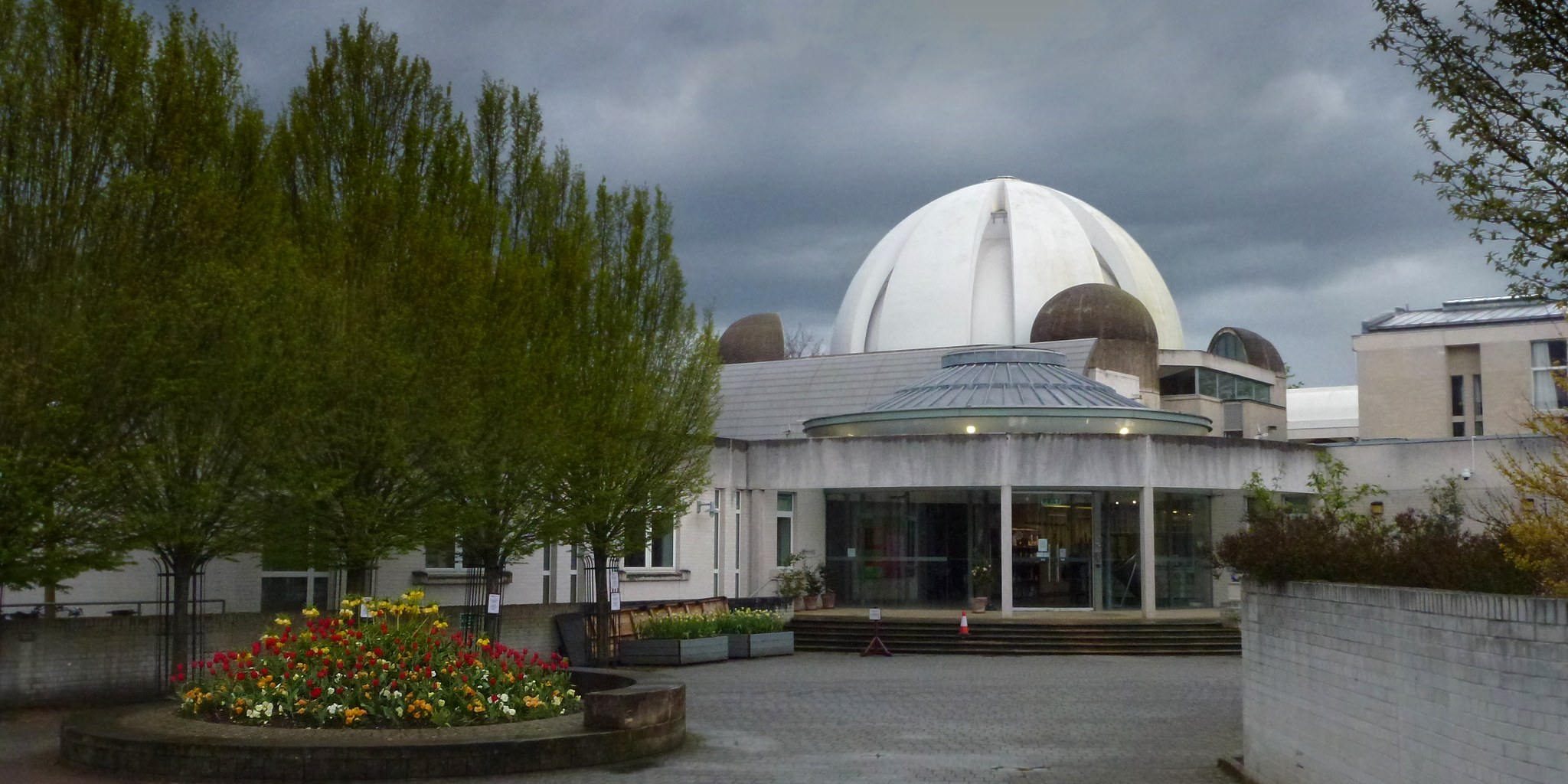
New Hall.

Elle devient secrétaire de la Third Foundation for Women, qui prépare la fondation d'un troisième collège pour femmes à Cambridge. Lorsqu'il ouvre, en 1954, elle en devient la responsable, puis la première présidente, de 1974 à 1981.
New Hall est renommé Murray Edwards College, en l'honneur de sa première présidente et de la famille Edwards qui a doté le collège.

## Hommages et distinctions
- 1977 : Dame commandeur de l'Ordre de l'Empire britannique (DBE)
- Doctorats honorifiques[9] : université d'Ulster (1972), université de Leeds (1975), université de Pennsylvanie (1975), université d'Oxford (1976), université du Sud de la Californie (1976), Wellesley College (1976), université de Sheffield (1977), université de Cambridge (1988).
- 2004 : une nouvelle rose est nommée en son honneur à l'exposition florale de Chelsea[10].
- 2008 : un jardin du collège est nommé d'après elle[11].